# Bez łez
Bez łez – drugi singel Ewy Farnej pochodzący z trzeciej polskojęzycznej płyty wokalistki pt. Ewakuacja. Jego premiera miała miejsce 22 marca 2011 roku na antenie Radia Eska.

## Powstanie utworu i historia wydania
Linia melodyczna pochodzi z publishingu i została stworzona przez Wayne’a Rodriguesa, Delishę Thomas oraz Erica Schermehorna. Oryginalny tytuł kompozycji brzmi Going going gone. Tekst do czeskiej wersji piosenki Jen tak stworzyła Petra Glosr-Cvrkalová, zaś do polskiego odpowiednika Marek Dutkiewicz. Piosenka utrzymana jest w stylistyce pop-rockowej.
Singel został wydany w formie Airplay 22 marca 2011 na antenie Radia Eska.

## Teledysk
Nagrania do teledysku odbyły się 28 marca 2011 roku w podwarszawskim Komorowie. Premiera teledysku odbyła się 21 kwietnia o godzinie 7:42 na antenie telewizji VIVA Polska. Teledysk został opublikowany na platformie VEVO 26 kwietnia 2011.
Teledysk przedstawia historię pokłóconej pary. Główny bohater próbuje przeprosić swoją dziewczynę (rolę odgrywa wokalistka). Ta pozostaje nieugięta, tym samym pokazując swoją niezależność. Mści się na mężczyźnie używając metod voodoo. Żółte kuchenne rękawice występujące w teledysku stały się symbolem pojawiającym się na wielu koncertach wokalistki. Reżyserem teledysku jest Wojtek Wojtczak.

## Wykonania na żywo
Premiera telewizyjna piosenki odbyła się 7 lutego 2011 na gali Telekamery 2011. Fani wokalistki walczyli, aby drugim singlem została piosenka Maska lub Nie jesteś wyspą, jednak po gali telekamer to właśnie piosenka Bez łez stała się najpoważniejszym kandydatem na singla.
W okresie promocji singla i płyty wokalista wykonała piosenkę między innymi na 48. Krajowym Festiwalu Piosenki Polskiej w Opolu, gdzie płyta Ewakuacja walczyła o tytuł Superpłyty z albumem Maryli Rodowicz 50.
Piosenka Bez Łez stała się jednym ze sztandarowych utworów wokalistki, więc do tej pory piosenka jest wykonywana w telewizji. Została wykonana między innymi w 2013 w programie The Voice of Poland wraz z finalistami programu. Piosenka była również w trackliście Sylwestrowej Mocy Przebojów 2012/2013 na antenie telewizji Polsat. 30 sierpnia 2015 roku piosenka pojawiła się na koncercie z okazji 150-lecia Katowic emitowanym w TVP2.
Ponadto piosenka została kilkukrotnie wykonana w programie Jaka to melodia? oraz należy do tracklisty tras koncertowych Ewy Farnej od 2011 roku.

## Notowania

### Pozycje na listach airplay
| Kraj   | Lista (2015)      | Najwyższa pozycja |
| ------ | ----------------- | ----------------- |
| Polska | AirPlay – TV      | 1                 |
| Polska | AirPlay – Nowości | 2                 |

### Pozycje na radiowych listach przebojów
| Kraj   | Lista (2016)                                         | Najwyższa pozycja |
| ------ | ---------------------------------------------------- | ----------------- |
| Polska | Radio Eska (Gorąca 20)                               | 2                 |
| Polska | RMF FM (Poplista)                                    | 1                 |
| Polska | Polskie Radio Szczecin (Szczecińska Lista Przebojów) | 13                |

## Nagrody i nominacje
| Rok  | Kategoria         | Nagroda                           | Rezultat |
| ---- | ----------------- | --------------------------------- | -------- |
| 2012 | VIVA Comet Awards | Najlepsze na VIVA-TV.PL (Bez Łez) | Nagroda  |
| 2012 | VIVA Comet Awards | Dzwonek roku (Bez Łez)            | Nagroda  |